# Moroccan All Shares Index

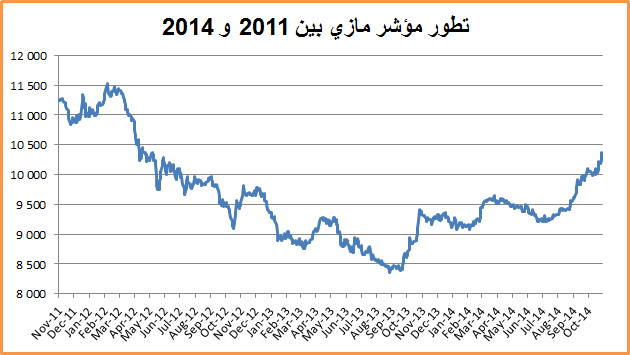
Indice MASI 2011-2014

Il Moroccan All Shares Index o MASI  è un indice di borsa della Borsa di Casablanca in Marocco, che replica la performance di tutte le società quotate nella CSE e traccia le prestazioni di tutte le compagnie presenti. È uno dei due indici più importanti della borsa di Casablanca, assieme al Moroccan Most Active Shares Index (MADEX). 